# 1988년 시카고 영화 비평가 협회상
제1회 시카고 비평가 협회상은 1988년에 열린 시상식이다.

## 수상 및 후보

### 작품상
- 미시시피 버닝 - 앨런 파커 수상

### 감독상
- 누가 로져 래빗을 모함했나 - 로버트 저메키스 수상

### 남우주연상
- 데드 링거 - 제레미 아이언스 수상

### 여우주연상
- 샤이 피플 - 바바라 허쉬 수상

### 남우조연상
- 터커 - 마틴 랜도 수상

### 외국어영화상
- 굿바이 칠드런 - 루이 말 수상

### 유망남우상
- 토크 라디오 - 에릭 보고지언 수상

### 유망여우상
- 화려한 사기꾼 - 글렌 헤들리 수상